# 34th Street

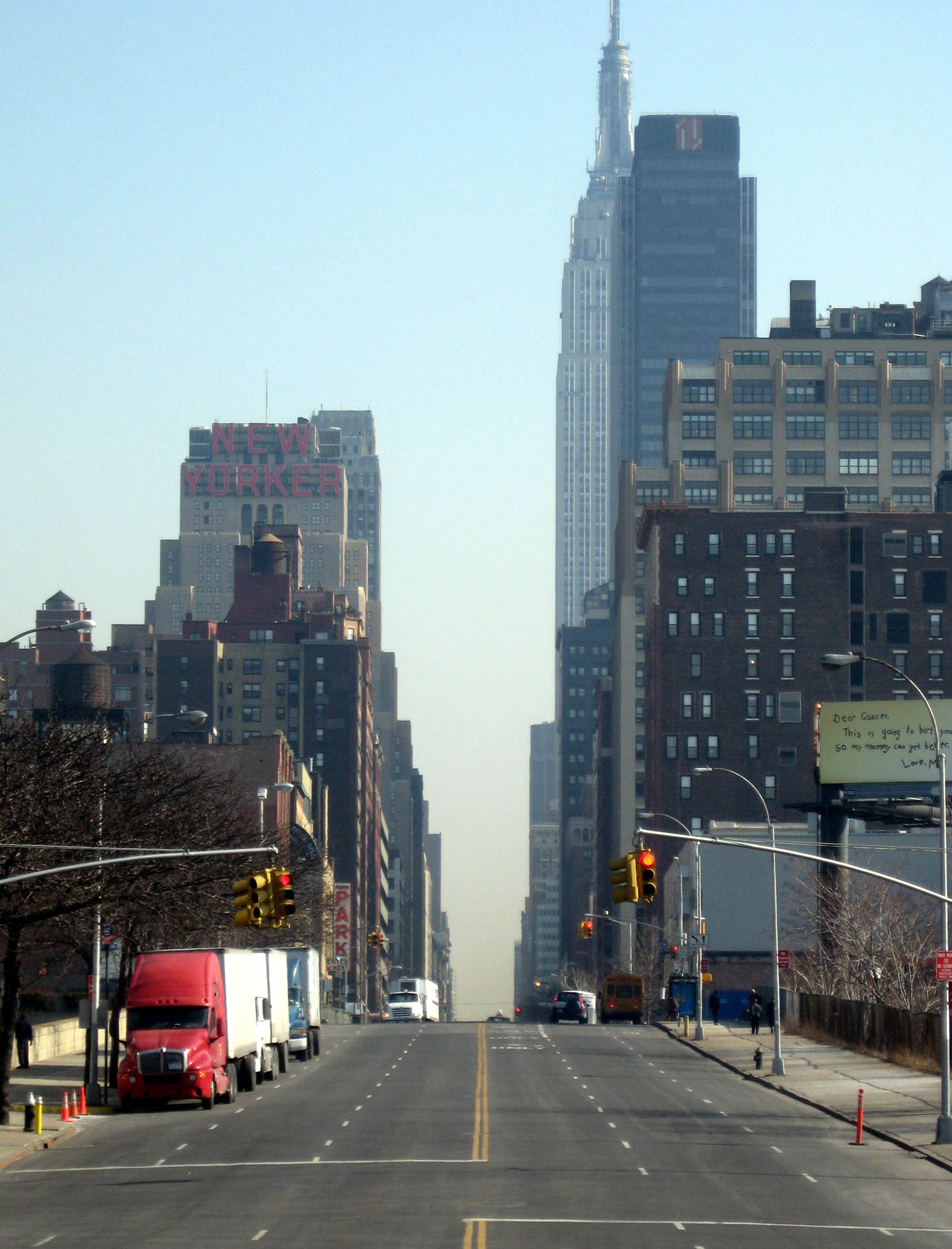
34th Street gezien in oostelijke richting

De 34th street in een bekende van oost naar west lopende winkelstraat in Manhattan, New York. Hier bevindt zich het grootste warenhuis van Macy's en vele andere winkels.

## Gebouwen
Ook is hier de thuisbasis van de New York Rangers (ijshockey) en van de New York Knicks (basketbal). Dit stadion, het Madison Square Garden, is een van de bekendste stadions van de wereld. Hier treden ook regelmatig grote sterren op, en natuurlijk zijn er ook verschillende concerten. Aan de straat staat ook het wereldberoemde Empire State Building. Dit 381 meter hoge gebouw is het hoogste gebouw van New York.

## Eten
Er zijn vele fastfoodrestaurants zoals de McDonald's, KFC en Burger King. Ook zijn er vele restaurants voor mensen die van culinair houden.

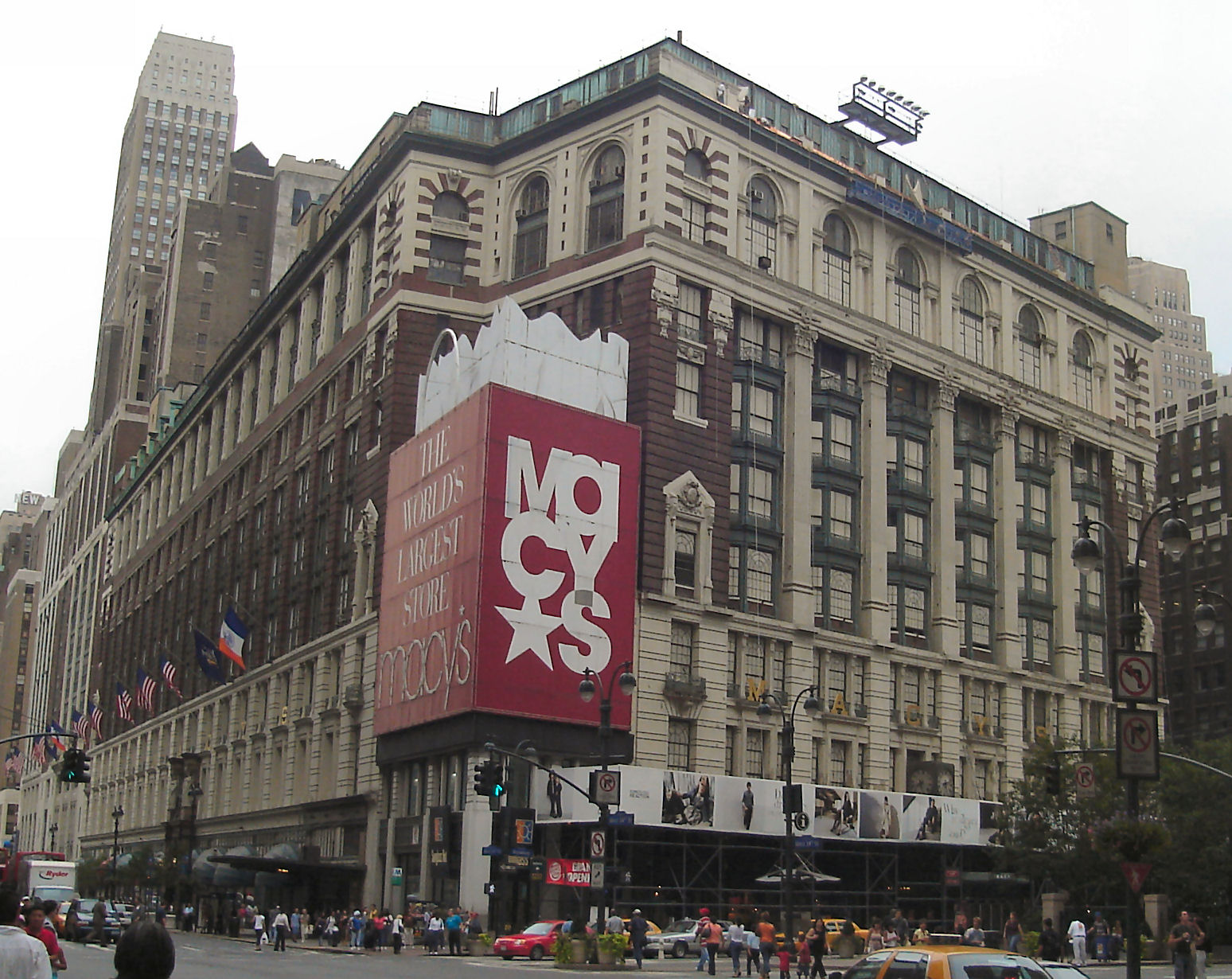
Macy's warenhuis
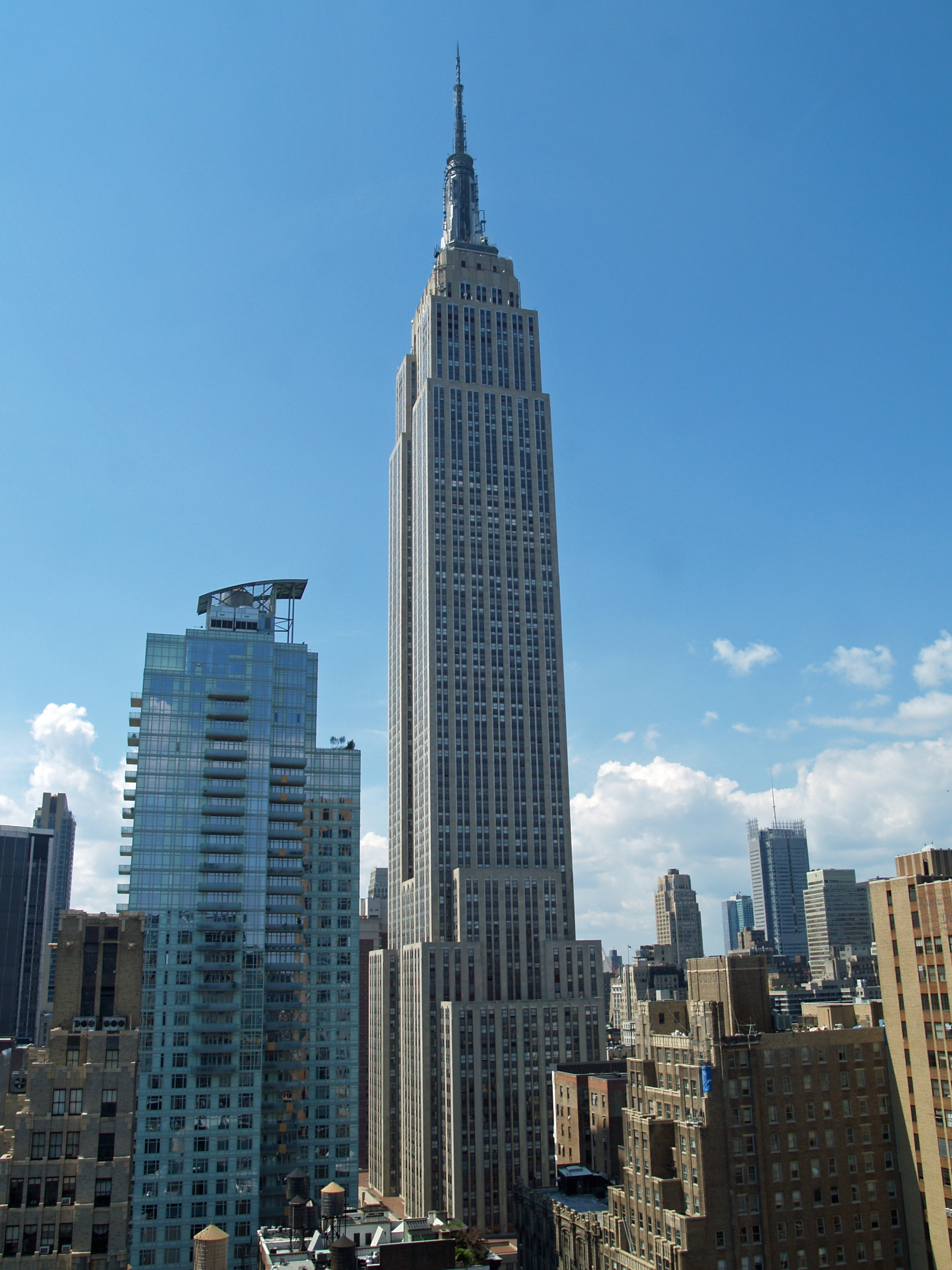
Empire State Building
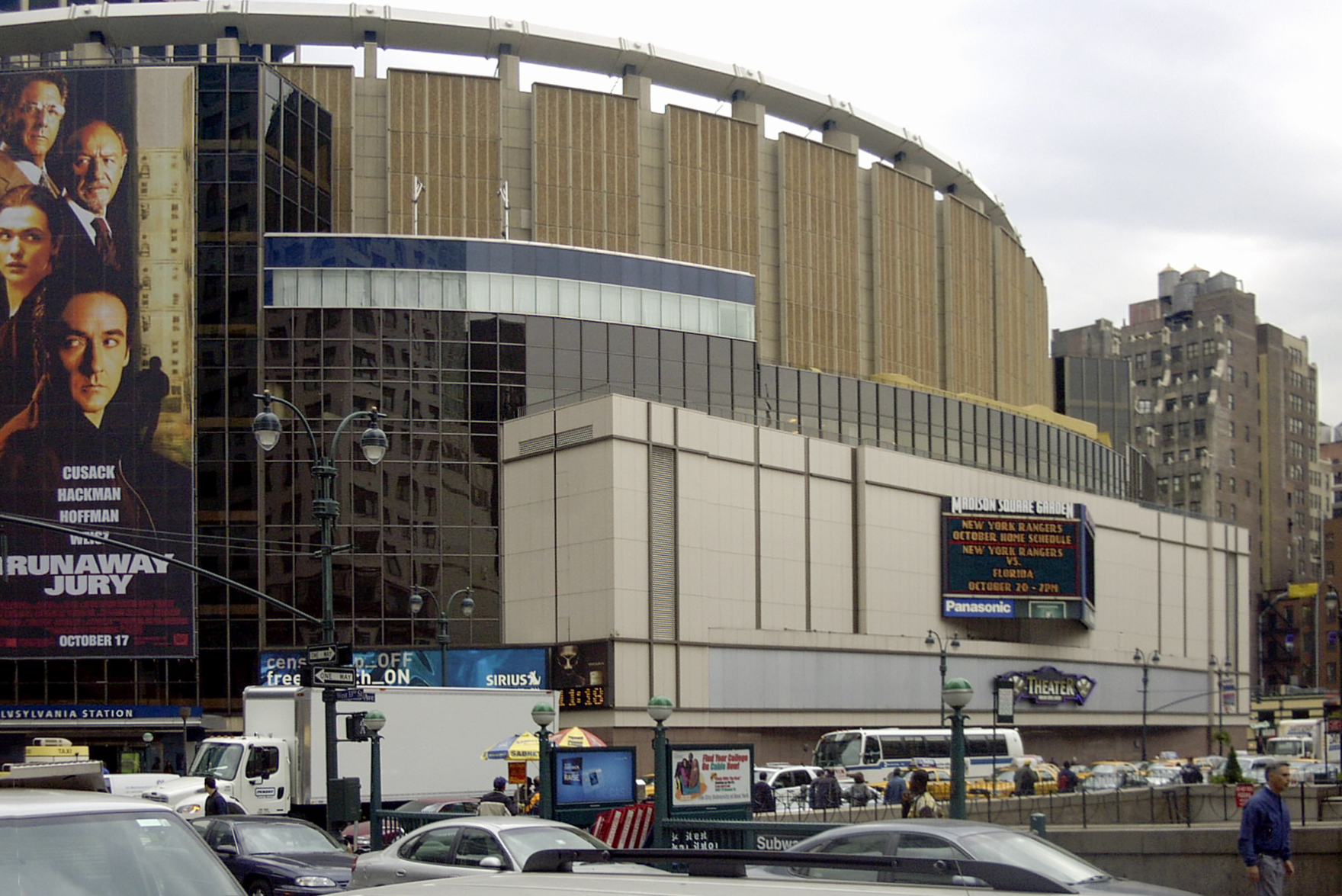
Madison Square Garden